# ماريوس بوبيسكو
ماريوس بوبيسكو (بالرومانية: Marius Popescu)‏ هو لاعب كرة قدم ومدرب كرة قدم روماني في مركز الوسط، ولد في 7 نوفمبر 1969 في رومانيا. لعب مع جامعة كلوج.

## وصلات خارجية
- ماريوس بوبيسكو على موقع قاعدة بيانات كرة القدم.إي يو (الإنجليزية)
- ماريوس بوبيسكو على موقع Soccerway.com (الإنجليزية)
- ماريوس بوبيسكو على موقع عالم كرة القدم.نت (الإنجليزية)